# غلاسيار (مترو باريس)
غلاسيار (بالفرنسية: Glacière)‏ هي محطة مترو تابعة لمترو باريس تقع في فرنسا في الدائرة الثالثة عشرة في باريس.[بحاجة لمصدر]